# مهاجرت به تهران
مهاجرت به تهران به حدی است که شهر تهران بزرگ‌ترین مبدأ و مقصد مهاجران در کل کشور ایران است. و در فاصله سال‌های ۱۳۸۵ تا ۱۳۹۰ درمجموع رقمی معادل ۹۷۸ هزار و ۸۱۱ نفر به تهران افزوده شده. افزایش بی‌رویه جمعیت در تهران که با برخی بی‌انضباطی‌ها در مقررات تشدید شده است. در دولت نهم و دهم که از مدعیان رسیدگی به کوچک‌ترین روستاها بود و ادعا می‌کرد همه ایران را دیده است، عملاً هرسال ۶۰۰ هزار نفر بر جمعیت تهران افزوده شد و هرسال معادل یک شهر ۶۰۰ هزارنفری به تهران افزوده‌شده. درعین‌حال پیش‌بینی می‌شود که با ادامه روند موجود جمعیت کل کشور ایران نیز هرسال رشد یک میلیونی را پشت سر گذاشته و در نهایت در سال ۹۵ به مرز ۸۰ میلیون برسد.
تهران با بیش از ۸ میلیون جمعیت مواجه است که این تعداد از مشکلات زیست‌محیطی، آلودگی هوا، اجتماعی، اقتصادی و فقر به دلیل عدم توازن منابع و به‌هم‌ریختگی فضای حیاتی و زیست انسان‌ها رنج می‌برد.

## آمارها در رابطه با جمعیت کنونی شهر تهران
جمعیت شهر تهران حدود ۹٫۱ میلیون نفر و جمعیت استان تهران ۱۳٫۸ میلیون نفر می‌باشد. همچنین جمعیت شناور شهر تهران در روز ۱۳٫۵ میلیون نفر و در شب ۹٫۵ میلیون نفر می‌باشد. جمعیت منطقه کلانشهری تهران نیز که شامل محدوده دو استان تهران و البرز می‌شود، ۱۶٫۶ میلیون نفر می‌باشد.

## سقف جمعیت قابل زیست در تهران
تهران ۱۲ سال زودتر از برنامه به سقف جمعیتی خود رسیده است؛ جمعیت شهر تهران به حدود ۸ میلیون نفر در سال ۱۳۹۰ رسیده است (در سال حدود ۱۲۰۰۰۰ نفر به جمعیت تهران افزوده می‌شود (بر مبنای گزارش «تهران» در وبگاه درگاه ملی خدمات الکترونیکی ایران، ۱۳۹۰).
با توجه به محدودیت‌های توسعه مجموعه شهری تهران به‌ویژه درزمینه تأمین آب و ضرورت کنترل، به‌منظور مهار و جلوگیری جدی از افزایش جمعیت مجموعه، سقف جمعیتی ۱۵ میلیون نفر و سقف جمعیتی ۱۴ میلیون نفر در سال ۱۴۰۰ تعیین می‌شود. با توجه به مطالعات انجام‌شده، تهران حتی ۱۲ سال زودتر از پیش‌بینی‌ها به اهداف پیش‌بینی‌شده در سال ۱۴۰۴ رسیده است و سقف جمعیتی آن نیز کامل شده است.
پیش‌تر در اطراف تهران ۳۲ شهر وجود داشت. اما هم‌اکنون تعداد شهرهای اطراف تهران در دو استان تهران و البرز به ۵۸ شهر رسیده است. آن زمان ۱۲ فرمانداری در اطراف تهران مشغول به فعالیت بود که این تعداد در حال حاضر به ۲۲ فرمانداری رسیده است. به‌طورقطع در کلان‌شهرها به‌طور ویژه نیازمندی به برخورد جدی وجود دارد، نه تنها برای ادارهٔ کلان‌شهرهای مادر، بلکه برای شهروندان تحت حوزه نفوذ کلان‌شهرها تدابیری ویژه اندیشه شود.

### نتایج حاصل از اجرای مسکن مهر
تأثیر مسکن مهر در تهران بسیار نگران‌کننده بوده است. تنها با طرح مسکن مهر وضعیت جمعیت تهران دگرگون‌شده است و میلیون‌ها نفر بر جمعیت‌پذیری شهر تهران افزوده خواهد شد. البته این وضعیت در کلان‌شهرهای دیگر بهتر نیست، در اصفهان و شیراز نیز صدور پروانه ساختمانی در هرسال به ۶ میلیون مترمربع رسید.

## نتایج منفی مهاجرت بی‌رویه به شهر تهران بر این شهر
شهر تهران امکانات فرهنگی و رفاهی‌ای دارد که تمام این تمرکزگرایی‌ها در جذب مهاجر مهم است، اگر شهر مقصد یک مهاجرت کمبود نیروی کار و امکاناتی برای جذب نیرو داشته باشد، مهاجرت مفید است اما وقتی خود جمعیت ساکن مشکل شغل دارند و رکود اقتصادی وجود دارد این مهاجرت بیمارگونه است و مشکلات شهر مقصد را بیشتر می‌کند. در حال حاضر در تهران ظرفیت اشتغال تکمیل است اما چون در روستاها درآمدی وجود ندارد و برای همین بازهم مهاجرت انجام می‌شود. بالاخره در تهران مهاجران می‌توانند دست‌فروش یا کارگر ساختمان شوند اما در روستا چنین امکانی را هم ندارند و باز به درآمدهای انتزاعی امیدوارند و بنابراین جمعیتی که وارد می‌شود عمدتاً به شغل‌هایی روی می‌آورند که بازدهی ندارد و نیاز به تخصص لازم هم ندارد در نتیجه نه تنها سبب پویایی و توسعه شهر تهران نمی‌شود بلکه با فشار به تهران سبب ترافیک، آلودگی هوا، کمبود منابع آبی هم می‌شود.

## نتایج منفی مهاجرت به تهران بر نقاط مهاجر فرست
در حال حاضر در بسیاری از نقاط ایران همه‌چیز وجود دارد ولی خالی از جمعیت است. در پهنه جغرافیای کشور با کانون‌های جمعیت و مراکز اقامتی و سکونتی مواجه هستیم که توازن و تعادل ندارد. ازجمله با کلان‌شهرها و روستایی‌های مواجهیم که توازن و تعادل ازنظر جمعیتی در آن‌ها اصلاً رعایت نشده است و این عدم توازن و تعادل مشکلات و مسائلی را پیش آورده است و از استفاده خیل منابع و امکانات کشور محروم ماندگی به وجود آمده است.
علت اصلی مهاجرت برخلاف آنچه در افکار عمومی رایج است، کمبود امکانات و خدمات در روستاها یا شهرهای کوچک نیست، بلکه کمبود فعالیت اقتصادی است.

## هزینه‌ها و دست آورده‌ای یک مهاجر
یک فردی که مهاجرت می‌کند محاسبه می‌کند در این هجرت، چه چیزی به‌دست می‌آورد و چه چیزی از دست می‌دهد. یک روستایی در مهاجرت زمین و خانه را از دست می‌دهد و اگر کارگر ساده باشد دستمزدش را اما او انتظار دارد در شهر درآمد بیشتری داشته باشد و یک درآمد انتزاعی در نظر دارد و برای رسیدن به همان مهاجرت می‌کند. در واقع نرخ اشتغال مقصد ضربدر دستمزد واقعی، درآمد انتزاعی را به‌دست می‌آورد، در نتیجه اگر فاصله دستمزد حقیقی با دریافتی انتزاعی در مقصد بیشتر باشد مهاجرت بیشتر است. برای حل این مشکل باید هزینه فرصت افزایش داده شود تا مهاجرت گران تمام شود. از طرفی باید در روستاها اشتغال‌زایی کرد تا روستایی متوجه شود که در مهاجرت چیزهای مهمی را از دست می‌دهد.
بر اساس برآوردی روستاییان مهاجر به تهران کمتر از حدود ۱۲۰ روز در سال را کار می‌کنند و به همین دلیل در مهاجرت چیزی را از دست نمی‌دهند که نگران آن باشند و وقتی درآمد فرد در روستا کمتر از یک کارگر ساختمانی در شهر باشد او ترجیح می‌دهد مهاجرت کند.

## آمار سال ۱۳۸۵
در سال ۱۳۸۵ استان تهران با موازنه مهاجرتی ۶۱۷ هزار نفر در رأس استان‌های مهاجرپذیر کشور قرار می‌گیرد. بر همین اساس، شهر تهران با جذب ۳۱ درصد از کل مهاجران کشور مهم‌ترین کانون مهاجرپذیر است. همچنین به لحاظ جابه‌جایی درون استانی نیز در صدر قرار دارد به‌طوری‌که ۱۰ درصد جمعیت تهران مربوط به جابجایی‌های درون استانی است.

## راهکارهای جلوگیری از مهاجرت بی‌رویه
ازجمله راهکارهای جلوگیری از مهاجرت آن است که امکانات تفریحی و بهداشتی که در روستاها کم است، باید بیشتر فراهم شوند. بهترین روش این است که دولت را مجاب باشد بخشی از مالیات محلی را به‌صورت هدفمند و با تعریف وظایف مشخص در اختیار مدیریت شهری قرار دهد، هم‌اکنون این دیدگاه در دولت وجود دارد تا برای افزایش کیفیت زندگی شهروندان و ایجاد درآمد پایدار، این اتفاق به وجود آید. همچنین مسئولان شهری شهر تهران نیز می‌بایست مقررات قانونی قوی داشته باشند تا از افزایش مهاجرت و جمعیت و ترافیک در تهران بکاهند.